# Hadjina cinerea
Hadjina cinerea är en fjärilsart som beskrevs av George Francis Hampson 1909. Hadjina cinerea ingår i släktet Hadjina och familjen nattflyn. Inga underarter finns listade i Catalogue of Life.